# Pádraic Ó Conaire
Pádraic Ó Conaire (Galway, 28 de febrer de 1882 - Dublín 6 d'octubre de 1928) fou un periodista i escriptor irlandès que va fer la seva producció principalment en gaèlic irlandès. En total va escriure 26 llibres, 473 contes, 237 assaigs i 6 peces teatrals. La seva obra més reconeguda, Deoraíocht ha estat descrita per Angela Bourke com a 'el primer exemple de ficció modernista en irlandès'.

## Vida
Ó Conaire va néixer a Galway en 1882. El seu pare era un publicà, que posseïa dos locals a la ciutat. La seva mare era Kate McDonagh. Va restar orfe als 11 anys. Va passar uns anys vivint amb el seu oncle a Garaffin, Ros Muc, Conamara, que actualment és una Gaeltacht (zona de parla irlandesa) i Ó Conaire va aprendre a parlar irlandès amb fluïdesa.
Va emigrar a Londres en 1899 quan va trobar un treball al Consell d'Educació. Es va involucrar en el treball de la Lliga Gaèlica. Pioner en el renaixement gaèlic de finals del segle xix, Ó Conaire i Patrick Pearse són considerats els millors autors de narracions curtes en gaèlic irlandès de les primeres dècades del segle xx.
Es va casar amb Molly Ní Mhanais, amb qui va tenir quatre fills: Eileen (nascuda el 22 de febrer de 1905), Patrick (nascut el 3 de novembre de 1906), Kathleen (nascuda el 24 de febrer de 1909), i Mary Josephine (28 de juliol de 1911–1922) qui va morir de diftèria.
Ó Conaire va tornar a Irlanda el 1914, deixant la seva família a Londres. Va viure a Galway i es guanyava la vida escrivint, ensenyant a les escoles d'estiu de la Gaeltacht i organitzant esporàdicament actes per a la Lliga Gaèlica. Va morir en una visita a Dublín el 1928 mentre es queixava de dolors interns mentre era a la seu de la Lliga Gaèlica. Tenia 46 anys.
El seu company poeta Frederick Robert Higgins escriví un conegut Lament for Pádraic Ó Conaire.

## Estàtua i vandalisme
Es va erigir una estàtua a la seva memòria en una presentació d'Eamon de Valera el 1935 al cor de la ciutat de Galway a la Plaça Eyre. Al llarg dels seus anys a la plaça de l'estàtua ha atret l'atenció dels turistes.
Va ser destrossada per quatre homes del comtat d'Armagh el 1999 (el Sr Garret Leahy de The Hermitage; Gavin McNaney d'Ashley Avenue, John McManus de Rock Road i Garry O'Connor de Drumbeola Avenue). L'estàtua fou decapitada, provocant danys estimats en 50.000 £ i una gran indignació popular. L'estàtua fou reparada amb una despesa de 50.000£ i traslladada al Museu de la ciutat de Galway.

## Obres
- An tÁdh
- An Scoláire Bocht, agus scéalta eile, 1904
- Nora Mharcais Bhig, 1906
- Deoraidheacht, 1910
- An Scoláire Bocht, agus scéalta eile, 1913
- An Chéad Chloch, 1914
- Seacht mBua an Éirí Amach, 1918
- An Crann Géagach, 1919
- Tír na n Íontais, 1919
- Béal an Uaignis, 1921
- Siol Éabha, 1921
- An Chinniúint, 1924
- Eachtraí Móra ón ár Stair, 1924
- Trí Truaighe na Scealaíochta, 1924
- Mór thimpeall na hÉireann, ar muir, 1925
- Fearfeasa Mac Feasa, 1930
- Brian Óg
- Beagnach Fíor
- Cubhair na dTonn
- Scéalta an tSáirsint Rua
- Seoigheach an Ghleanna
- Eden iontach